# Монтемаджоре Белсито
Монтемаджо̀ре Белсѝто (на италиански: Montemaggiore Belsito, на сицилиански Muntimajuri, Мунтимаюри) е малко градче и община в Южна Италия, провинция Палермо, автономен регион и остров Сицилия. Разположено е на 517 m надморска височина. Населението на общината е 3574 души (към 2010 г.).